# Farnesolo deidrogenasi
La farnesolo deidrogenasi è un enzima appartenente alla classe delle ossidoreduttasi, che catalizza la seguente reazione:
2-trans,6-trans-farnesolo + NADP+ ⇄ 2-trans,6-trans-farnesale + NADPH + H+
Agisce anche, più lentamente, su 2-'cis,6-'trans-farnesolo, geraniolo, citronellolo e nerolo.